# Torneo de Atlanta 2011
El Torneo de Atlanta es un evento de tenis que se disputa en Atlanta, Estados Unidos,  se juega entre el 19 y 25 de julio de 2011.

## Campeones
- Individuales masculinos:  Mardy Fish derrota a   John Isner por 3-6, 7-6(6) y 6-2.

- Dobles masculinos:  Alex Bogomolov Jr. /  Matthew Ebden derrotan a  Matthias Bachinger /  Frank Moser por 3-6, 7-5 y [10-8].